# Volksbank Überherrn
Die Volksbank Überherrn eG ist eine Genossenschaftsbank mit Sitz in der saarländischen Gemeinde Überherrn im Landkreis Saarlouis.

## Geschichte
Die Volksbank Überherrn eG wurde am 5. April 1928 gegründet und hat sich bis heute ihre Eigenständigkeit bewahrt.

## Rechtsverhältnisse
Die Volksbank Überherrn eG (lt. GnR „Volksbank Überherrn e.G.“)  ist im Genossenschaftsregister beim Amtsgericht Saarbrücken unter GnR 5 eingetragen.

## Organisationsstruktur
Rechtsgrundlagen sind das Genossenschaftsgesetz und die durch die Generalversammlung beschlossene Satzung. Organe der Bank sind der Vorstand, der Aufsichtsrat und die Generalversammlung.

## Sicherungseinrichtung
Die Volksbank Überherrn eG ist der amtlich anerkannten Sicherungseinrichtung des Bundesverbandes der Deutschen Volksbanken und Raiffeisenbanken GmbH und der zusätzlichen freiwilligen Sicherungseinrichtung des Bundesverbandes der Deutschen Volksbanken und Raiffeisenbanken e.V. angeschlossen.

## Geschäftsausrichtung
Die Volksbank Überherrn eG betreibt das Universalbankgeschäft. Im Verbundgeschäft arbeitet sie mit der DZ Bank, R+V Versicherung, Bausparkasse Schwäbisch Hall, Teambank, VR Leasing,  DZ Hyp und der Union Investment zusammen.

## Geschäftsgebiet
Das Geschäftsgebiet liegt im Süden des Landkreises Saarlouis direkt an der Grenze zu Frankreich.
Neben der Geschäftsstelle am Sitz der Bank wird noch eine weitere Geschäftsstelle im Ortsteil Altforweiler betrieben. Das Geschäftsgebiet der ehemaligen Volksbank Felsberg eG im Ortsteil Felsberg (Saar) gehört dagegen zur heutigen Vereinigte Volksbank Saarlouis – Losheim am See – Sulzbach/Saar.